# ماركوس بين
ماركوس بين (بالإنجليزية: Marcus Bean)‏ (2 نوفمبر 1984 في المملكة المتحدة - ) هو لاعب كرة قدم بريطاني في مركز الوسط. شارك مع منتخب جامايكا لكرة القدم. أما مع النوادي، فقد لعب مع سوانزي سيتي وكولتشستر يونايتد وكوينز بارك رينجرز ونادي برينتفورد ونادي بلاكبول ونادي بورتسموث ونادي روذرهام يونايتد وويكمب وندررز.

## مسيرته الكروية
لعب ماركوس بين خلال مسيرته الاحترافية مع 8 أندية في ثلاثة وعشرون موسمًا وسجل خلالها 28 هدفًا ضمن 444 مباراة. ولم يفز بأي موسم بالكأس أو بالدوري.
خاض ماركوس بين مسيرته مع نادي كوينز بارك رينجرز في موسم 2002–03 ليلعب معه أربعة مواسم، مشاركًا في 67 مباراة سجل خلالها هدفين. ثم انتقل إلى نادي سوانزي سيتي في موسم 2004–05 ولمدة موسمين، حيث شارك في 17 مباراة سجل خلالها هدفًا واحدًا. لينتقل بعدها إلى نادي بلاكبول في موسم 2005–06 واستمر معه طيلة ثلاثة مواسم، مشاركًا في 23 مباراة سجل خلالها هدفًا واحدًا أيضًا. ثم انتقل إلى نادي روذرهام يونايتد في موسم 2007–08 لمدة موسم واحد، مشاركًا في 12 مباراة سجل خلالها هدفًا واحدًا أيضًا. هذا وانتقل لاحقًا إلى نادي برينتفورد في موسم 2008–09 ليلعب معه أربعة مواسم، مشاركًا في 144 مباراة سجل خلالها 14 هدفًا. ثم انتقل بعدها إلى نادي كولتشستر يونايتد في موسم 2012–13 واستمر معه طيلة ثلاثة مواسم، مشاركًا في 69 مباراة سجل خلالها 5 أهداف. ليعود وينتقل من جديد، لكن هذه المرة إلى ويكمب وندررز في موسم 2014–15 ليلعب معه خمسة مواسم، مشاركًا في 106 مباراة سجل خلالها 3 أهداف.

## وصلات خارجية
- ماركوس بين على موقع قاعدة بيانات كرة القدم.إي يو (الإنجليزية)
- ماركوس بين على موقع ناشيونال فوتبول تيمز (الإنجليزية)
- ماركوس بين على موقع Soccerbase.com (لاعب) (الإنجليزية)
- ماركوس بين على موقع Soccerway.com (الإنجليزية)